# Państwo środkowofrankijskie

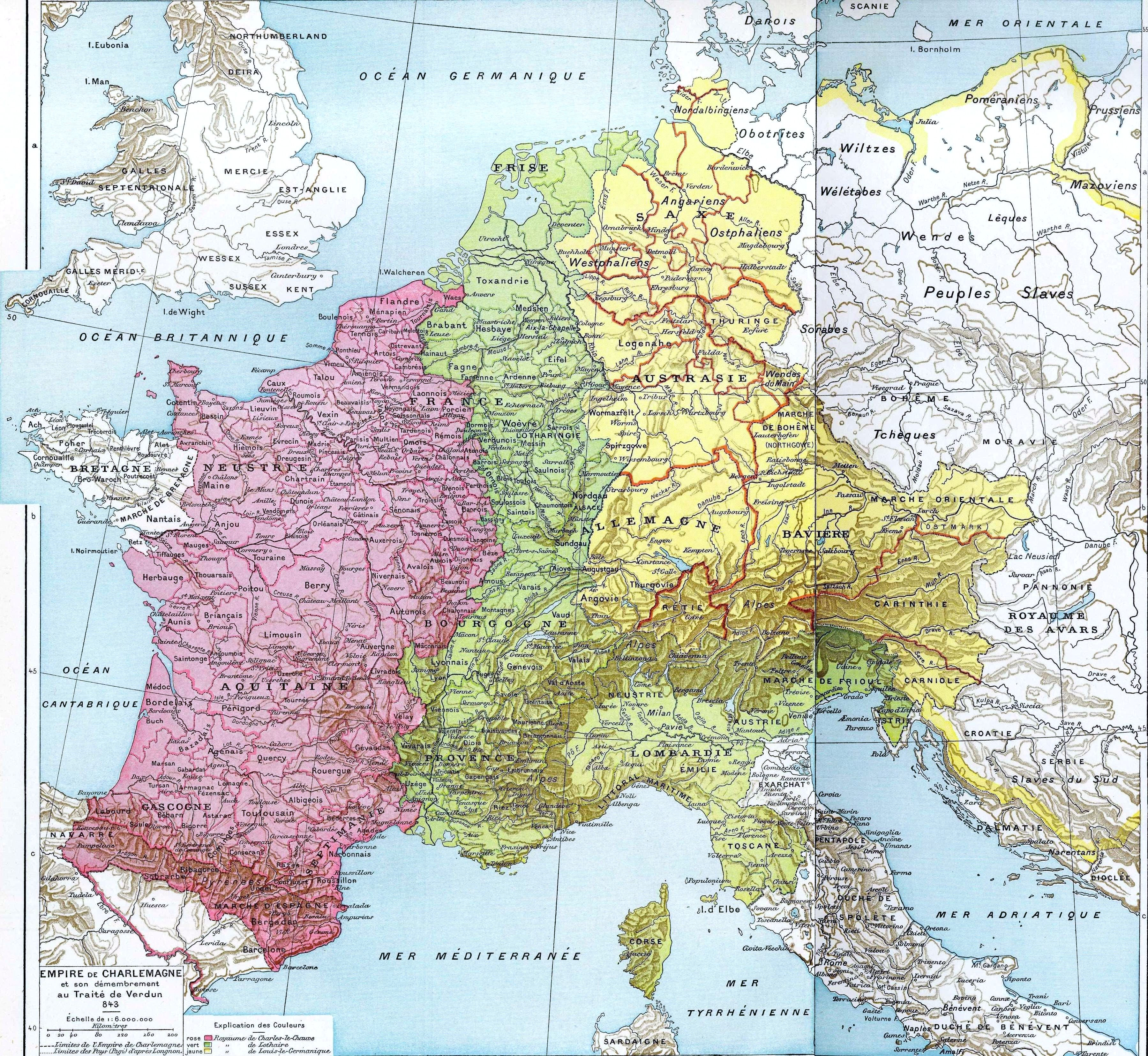
Podział imperium Karolingów po traktacie w Verdun w 843

Państwo środkowofrankijskie (łac. Francia media) nazwane również Królestwem Lotara (łac. Lotharii Regnum) – jedno z trzech państw powstałych z podziału Królestwa Franków na mocy traktatu z Verdun z 843 roku. Jego królem został najstarszy syn Ludwika I Pobożnego, Lotar I, który zatrzymał także godność cesarską.
Obszar państwa był niejednolity pod względem geograficznym i etnicznym. W jego skład wchodziły:
- Królestwo Włoch
- Burgundia
- Prowansja
- zachodnia Austrazja z Niderlandami i Fryzją – do ujścia Wezery

Królestwo rozpadło się po śmierci Lotara I w 855 roku na trzy królestwa, których władcami zostali jego synowie:
- Lotaryngii składająca się z zachodniej Austrazji i dolnej Burgundii – jego władcą został Lotar II
- Prowansji (łac. regnum provinciae) w skład którego wchodziła także górna Burgundiia – jego władcą został Karol
- Italii – jego władcą został Ludwik II

Porozumienie sukcesyjne zawarte 8 sierpnia 870 w Meerssen pomiędzy Karolem II Łysym a Ludwikiem Niemieckim zakończyło symbolicznie istnienie odrębnego Królestwa Lotaryngii, będącego pozostałością państwowości środkowofrankijskiej.